# 伸び仕草懲りて暇乞い
『伸び仕草懲りて暇乞い』（のびしぐさこりていとまごい）は、日本の音楽ユニットずっと真夜中でいいのに。の4枚目のミニアルバムである。2022年2月16日発売。発売元はEMI Records。

## 概要
前作『ぐされ』から約1年、ミニアルバムとしては『朗らかな皮膚とて不服』から約1年半ぶりのリリースとなる。

## リリース
初回生産限定盤と通常盤の2形態でリリース。初回生産限定盤は、前作以前と同様魔導書パッケージ仕様となり、本編全曲のインストゥルメンタル音源も収録される。付属のBlu-rayには、2021年12月4日に放送された「MTV Unplugged:ZUTOMAYO」が収録されている。
| 形態           | 規格        | 規格品番   |
| -------------- | ----------- | ---------- |
| 初回生産限定盤 | CD＋Blu-ray | UPCH-29422 |
| 通常盤         | CD          | UPCH-20613 |

## チャート成績
初週2.3万枚を売り上げ、『今は今で誓いは笑みで』以来、通算2作目となる初登場1位を獲得した。

## 収録内容

### 通常盤
| 全作詞・作曲: ACAね。 |                        |       |            |                                                 |      |
| #                     | タイトル               | 作詞  | 作曲・編曲 | 編曲                                            | 時間 |
| 1.                    | 「違う曲にしようよ」   | ACAね | ACAね      | 100回嘔吐, ZTMY(ずっと真夜中でいいのに。の略称) | 3:40 |
| 2.                    | 「袖のキルト」         | ACAね | ACAね      | 100回嘔吐, ZTMY                                 | 4:15 |
| 3.                    | 「あいつら全員同窓会」 | ACAね | ACAね      | 100回嘔吐, ZTMY                                 | 4:15 |
| 4.                    | 「猫リセット」         | ACAね | ACAね      | 100回嘔吐, ZTMY                                 | 4:07 |
| 5.                    | 「夜中のキスミ」       | ACAね | ACAね      | 100回嘔吐, ZTMY                                 | 4:07 |
| 6.                    | 「ばかじゃないのに」   | ACAね | ACAね      | ZTMY, 100回嘔吐, 新田目駿, 矢野達也             | 4:18 |

### 初回生産限定盤
MTV Unplugged:ZUTOMAYO映像

## バンドメンバー
※全曲、Vocal - ACAね
1.違う曲にしようよ
Drums - Jumpei Kamiya
Bass - Takashi Adachi
Guitar - 100kai Outo
Piano - Sara Wakui
2. 袖のキルト
Drums - Jumpei Kamiya
Bass - Ryosuke Nikamoto
Guitar - Takayuki "Kojiro" Sasaki
Keyboards - 100kai Outo
Strings - Yu Manabe Strings
3. あいつら全員同窓会
Drums - Norihide Saji
Bass - Ryosuke Nikamoto
Guitar - Hiroomi Shitara
Strings - Uchu Yoshida Strings
Chorus - 100kai Outo
4. 猫リセット
Drums - Jumpei Kamiya
Bass - Ryosuke Nikamoto
Guitar - 100kai Outo
Piano - Yuki Kishida
5. 夜中のキスミ
Drums - Jumpei Kamiya
Bass - Takashi Adachi
Guitar, Chorus - 100kai Outo
Piano - Nao Nishimura
Strings - Yu Manabe Strings
6. ばかじゃないのに
Drums - Yoshihiro Kawamura
Bass - Ryosuke Nikamoto
Guitar - Takayuki "Kojiro" Sasaki
Piano - Jun☆Murayama
Strings - Uchu Yoshida Strings

MTV Unplugged:ZUTOMAYO(LIVE映像)
Drums - Jumpei Kamiya
W.Bass - Ryu Kawamura
Guitar - Takayuki "Kojiro" Sasaki
Piano, Keyboards - Yuki Kishida
Trumpet - Hajime Gushiken
Trombone - Nobuhide Handa

## タイアップ
袖のキルト
Amazon Original映画『HOMESTAY (ホームステイ)』主題歌
あいつら全員同窓会
オンラインRPG『PSO2ニュージェネシス』コラボ楽曲
Spotifyブランド/プレミアムTVCMソング。
猫リセット
Indeed MVコラボレーション企画「真夜中の仕事でいいのに。」
ばかじゃないのに
アニメ制作会社 MAPPA 設立10周年記念アニバーサリームービー コラボ楽曲